# Parzystość (mechanika kwantowa)
Parzystość w fizyce to własność zmiany znaku funkcji falowej lub pola kwantowego przy zmianie znaku jednego z jej argumentów: współrzędnych przestrzeni (P), kierunku upływu czasu (T), ładunku elektrycznego (C) lub innych.
W fizyce istnieje pewne zamieszanie terminologiczne co do terminu parzystość. Określa się nim wymiennie kilka różnych pojęć.
- Transformacja odbicia – dyskretne przekształcenie, które zmienia funkcję falową, pole kwantowe lub inną wielkość w inny obiekt, powstały na skutek zmiany znaku jednego z argumentów tej funkcji lub pola.
- Wielkość fizyczna – zgodnie z twierdzeniem Noether, niektóre transformacje powodują istnienie wielkości fizycznych.
- Symetria względem transformacji – istnieją teorie, że wszystkie pola fizyczne są symetryczne względem odbić. W teoriach takich obowiązuje zasada zachowania parzystości (wielkości fizycznej).
- Pogwałcenie symetrii względem transformacji – istnieją teorie, że pola fizyczne nie są symetryczne względem odbić. W teoriach takich nie obowiązuje zasada zachowania parzystości (wielkości fizycznej).

## Wielkość fizyczna
Parzystość jako wielkość fizyczna to czynnik, jaki pojawia się przy funkcji poddanej odpowiedniemu przekształceniu. Może być ona równa wyłącznie 1 lub -1. Cząstki (pola) o parzystości równej 1 nazywa się cząstkami (polami) parzystymi, a o parzystości równej -1 – nieparzystymi.
{\displaystyle P\Phi =\Phi } – cząstka parzysta
{\displaystyle P\Phi =-\Phi } – cząstka nieparzysta

## Transformacje odbić
Istnieją trzy główne transformacje dyskretne, dla których definiuje się parzystość:
- Odbicie przestrzenne, odbicie P, odbicie lustrzane – zmiana znaku wszystkich współrzędnych przestrzennych.
- Odbicie czasowe, odbicie T – zmiana znaku wszystkich współrzędnych czasowych.
- Odbicie ładunkowe, odbicie C, sprzężenie ładunkowe – zmiana znaku wszystkich ładunków elektrycznych.

Odbicia P i T to szczególne przypadki transformacji należących do grupy transformacji Lorentza. Odbicie C w większości teorii nie jest transformacją Lorentza, oprócz teorii Kaluzy-Kleina, która postuluje istnienie piątego wymiaru związanego z elektromagnetyzmem.

## Symetrie
Symetria parzystości to hipoteza, że cząstki poddane jednej z transformacji dyskretnych zachowują się tak samo, jak nieprzekształcone. Przez długi czas wierzono, że wszystkie symetrie parzystości zachodzą, dziś wiadomo, że to nieprawda. Oddziaływanie słabe inaczej wpływa na cząstki poddane lub niepoddane przekształceniom parzystości.

### Pogwałcenie symetrii
Symetria parzystości (P) nie zawsze jest zachowana w naszym wszechświecie. Jakkolwiek występuje ona w elektromagnetyzmie, oddziaływaniach silnych i grawitacji zasada ta jest złamana w oddziaływaniach słabych. Pogwałcenie parzystości włączono do Modelu Standardowego poprzez wyrażenie słabych oddziaływań jako chiralnego (czyli niesymetrycznego) wskaźnika oddziaływań. W Modelu Standardowym tylko składniki lewoskrętne cząstek elementarnych i prawoskrętne antycząstek uczestniczą w oddziaływaniach słabych.
Symetria odbić przestrzennych jest symetrią przybliżoną. Nie należy mylić symetrii przybliżonych z symetriami spontanicznie złamanymi.
Zgodnie z twierdzeniem Noether dla każdej symetrii istnieje prawo zachowania jakiejś wielkości. Dla symetrii odbić przestrzennych wielkość ta nazywa się parzystością. Każdej cząstce przypisuje się parzystość równą 1 lub -1 i obowiązuje prawo, że iloczyn parzystości substratów musi być równy iloczynowi parzystości produktów (multiplikatywne prawo zachowania). Jednak fakt, że symetria odbić przestrzennych jest przybliżona, powoduje, że istnieją (bardzo rzadkie) procesy, gdzie powyższa zasada nie obowiązuje.
Obserwacje, które potwierdzają naruszenie symetrii odbić przestrzennych, to m.in. brak neutrin prawoskrętnych. Niektórzy fizycy twierdzą jednak, że neutrina prawoskrętne istnieją, nie uczestniczą natomiast w oddziaływaniach. Nazywa się je neutrinami sterylnymi. Ostatnie obserwacje wykazujące niezerową masę spoczynkową neutrin dowodzą, że neutrina sterylne muszą istnieć.

#### Możliwe przyczyny pogwałcenia symetrii odbić przestrzennych
Za pogwałceniem symetrii odbić przestrzennych musi stać jakaś bardzo podstawowa zasada. Musi ona dotyczyć samej natury przestrzeni. Z jakiegoś powodu w lustrzanym odbiciu Wszechświata obowiązują inne prawa fizyki.
Możliwe wytłumaczenia:
- Na podstawowym poziomie przestrzeń jest zorientowana w jedną stronę. Można obrazowo powiedzieć, że w każdym punkcie przestrzeni istnieje maleńka kulka, która kręci się w określoną stronę. To tłumaczyłoby, dlaczego te same cząstki o różnych spinach uczestniczą w różnych reakcjach.
- Przestrzeń na podstawowym poziomie jest symetryczna względem odbić, jednak jest wypełniona jakiegoś rodzaju polem lub cząstkami, które przypadkowo w naszym Wszechświecie mają spin skierowany w jedną stronę. Oznaczałoby to, że symetria odbić przestrzennych jest spontanicznie złamana.
- Przestrzeń jest symetryczna względem odbić na każdym poziomie, a obserwowane pogwałcenie symetrii parzystości wynika z niedoskonałości naszych teorii i interpretacji danych doświadczalnych.

Oprócz symetrii parzystości we Wszechświecie istnieją także symetrie odwrócenia czasu (T) oraz sprzężenia ładunkowego (C). Wszystkie one są naruszone. Mechanizm ich łamania musi być podobny. Naruszenie tych trzech symetrii jest przyczyną, dla której istnieje więcej materii niż antymaterii.
Wszystko wskazuje na to, że symetria względem złożenia wszystkich trzech odbić jest zachowana ściśle. Nazywa się ją symetrią CPT.

#### Współczesny stan wiedzy
Naruszenie symetrii P, C i T tłumaczy się obecnie następująco.
W mechanice kwantowej znane jest od dawna zjawisko oscylacji. Dana cząstka może cyklicznie zamieniać się w inną cząstkę i znów w samą siebie. Przemiany te opisuje tzw. kąt mieszania. W przypadku większej ilości przechodzących w siebie cząstek kąt trzeba zastąpić macierzą. Gdyby kąt był równy zero lub macierz była jednostkowa, to oscylacje nie zachodziłyby. W ten sposób opisuje się np. zjawisko oscylacji neutrin.
Aby wyjaśnić pewne zjawiska, fizycy zaproponowali kiedyś istnienie wielkości nazywanej dziwnością oraz prawo zachowania dziwności. Wkrótce okazało się, że prawo zachowania dziwności jest przybliżone, ponieważ istnieją (rzadkie) procesy niezachowujące dziwności. Naruszenie tej symetrii opisano kątem mieszania zwanym kątem Cabbibo. Wprowadzono później inne w przybliżeniu zachowane wielkości (np. powab), a ich złamanie opisano macierzą CKM (Cabibbo–Kobayashiego–Maskawy).
Zauważono później, że jeżeli istnieją co najmniej trzy generacje cząstek, to macierz CKM różna od jedności powoduje istnienie procesów fizycznych łamiących symetrie P, C i T. Istnienie trzech  generacji uważa się już za fakt potwierdzony.
Wartości współczynników macierzy CKM nie mają obecnie żadnego wyjaśnienia teoretycznego. Na podstawie obserwacji udało się jedynie obliczyć je z pewną dokładnością.